# Alfred Andriola
Alfred Andriola (* 24. Mai 1912 in New York City; † 29. März 1983) war ein US-amerikanischer Comiczeichner.
Andriola, der an der Cooper Union und an der Columbia University studierte, wollte ursprünglich Schriftsteller werden. Stattdessen wurde er Sekretär und Assistent im Studio von Noel Sickles und unterstützte Milton Caniff bei der Arbeit an Terry und die Piraten. Ab 1938 zeichnete er für vier Jahre den Strip Charlie Chan, eine Filmadaption. Als Vorbild diente der Charlie-Chan-Darsteller Warner Oland. Andriola zeichnete danach einige Episoden des Superhelden Captain Triumph sowie Dan Dunn. Ab 1943 folgte zu den Texten von Allen Saunders der Detektivstrip Kerry Drake, sein bekanntestes Werk. Der Strip wurde mit Andriolas Tod im Jahr 1983 eingestellt.

## Preise & Auszeichnungen (Auswahl)
- 1970: Reuben Award für Kerry Drake